# 山本麗晃
山本 麗晃（やまもと よしあき、1993年5月-）は大阪府出身の観世流能楽師（研修生）。関西大学第一高等学校卒業。関西大学社会学部中退。祖父山本真義、父山本章弘に師事。山本勝一は大伯父。
2017年9月、朝日新聞「新編 上方風流」にて、茂山童司と対談。
2018年1月15日、毎日放送『痛快!明石家電視台』「師弟で親子」に父山本章弘とともに出演。